# Just Like Jesse James
Singles de Cher
If I Could Turn Back Time
(1989) Heart of Stone
(1990)
Pistes de Heart of Stone
If I Could Turn Back Time You Wouldn't Know Love
Just Like Jesse James est une chanson de l'artiste américaine Cher, issue de son vingtième album, Heart of Stone et sortie en single en octobre 1989 sous le label Geffen Records.

## Classement par pays
| Classement (1989)               | Meilleure position |
| ------------------------------- | ------------------ |
| Allemagne (Media Control AG)    | 38                 |
| Australie (ARIA)                | 14                 |
| Canada (RPM)                    | 8                  |
| Nouvelle-Zélande (RMNZ)         | 16                 |
| Royaume-Uni (UK Singles Chart)  | 11                 |
| États-Unis (Hot 100)            | 8                  |
| États-Unis (Adult Contemporary) | 9                  |